# Dorothy Wordsworth
Dorothy Wordsworth, född 25 december 1771 i Cockermouth, Cumbria, död 25 januari 1855 på Rydal Mount i Ambleside, Cumbria, var en brittisk författare, syster till poeten William Wordsworth.
Dorothy Wordsworth levde tillsammans med sin bror som stöd och hjälp från 1795 fram till hans död 1850. Hennes dagböcker, där hon ger en detaljerad beskrivning av deras liv i Grasmere i Lake District, utkom postumt.